# Cartographie de la Palestine

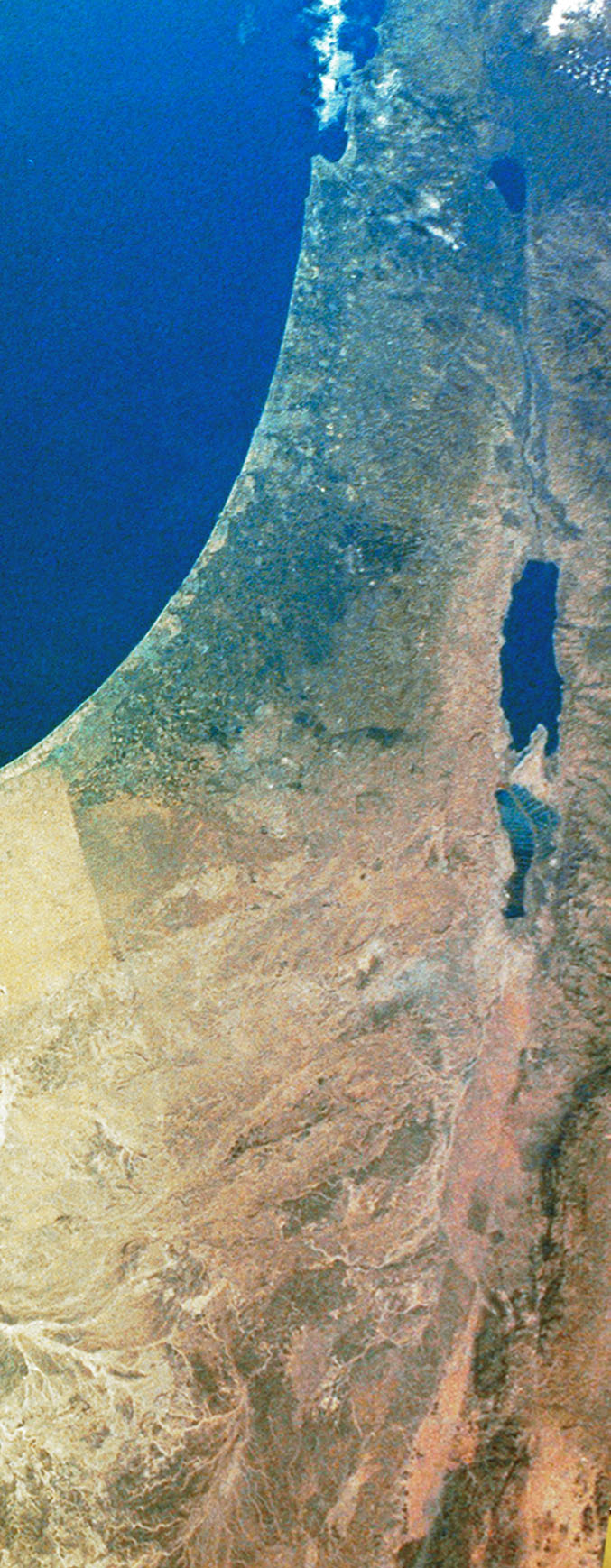
La cartographie de la région de la Palestine, avant les techniques modernes d'arpentage, est axée sur la région géographique de l'Asie occidentale généralement considérée comme comprenant l'Israël moderne (excluant souvent le Néguev), la Cisjordanie, la bande de Gaza et, dans certaines représentations, des parties de la Jordanie occidentale.

La cartographie de la Palestine, également appelée cartographie de la Terre sainte et cartographie de la Terre d'Israël, est la création, l'édition, le traitement et l'impression de cartes de la région de la Palestine, de l'Antiquité jusqu'à l'essor des techniques modernes d'arpentage. Pendant plusieurs siècles, au cours du Moyen Âge, elle a été le sujet le plus important de toute la cartographie

## Histoire
L'histoire de la cartographie de la Palestine est dominée par deux traditions cartographiques : l'école biblique et l'école classique. 
Les premières cartes qui subsistent de la tradition biblique proviennent des tentatives des premiers Pères de l'Église pour identifier et illustrer les principaux lieux mentionnés dans la Bible et pour fournir des cartes pour les pèlerinages chrétiens. 
Les plus anciennes cartes qui subsistent de la tradition classique proviennent des travaux scientifiques et historiques de la civilisation gréco-romaine. De nombreux géographes gréco-romains ont décrit la région de la Palestine dans leurs écrits. Cependant, il ne subsiste aucun original ou copie pré-moderne de ces cartes - les illustrations actuelles des cartes, selon des géographes tels qu'Hécatée de Milet, Hérodote ou Ératosthène, sont des reconstructions modernes. Les plus anciennes cartes classiques, de la région, qui subsistent, sont des versions byzantines de la carte de la quatrième Asie de Ptolémée, L'histoire cartographique de la Palestine commence donc avec Ptolémée, dont le travail est basé sur celui du géographe local Marinos de Tyr. 
La redécouverte en Europe des œuvres de Ptolémée dans les années 1400 met fin à la domination de la tradition biblique.
Les premières listes de cartes de la région sont établies à la fin du XIXe siècle, par Titus Tobler dans sa Bibliographia Geographica Palaestinae, de 1867, puis par Reinhold Röhricht, dans sa Bibliotheca Geographica Palaestinae, de 1890,,. Elles ont été suivies, en 1939-1940, par l'Histoire de la cartographie de la Palestine de Hans Fischer (de),.
La section suivante énumère les cartes qui ont fait progresser la cartographie de la région, avant l'essor des techniques modernes de relevé, montrant comment la cartographie et le relevé se sont améliorés et ont aidé les étrangers à mieux comprendre la géographie de la région. Les cartes imaginaires et les copies de cartes existantes sont exclues.

## Cartes remarquables de la Palestine

### Cartes anciennes (IIe–Xesiècles)
| Date         | Titre                                         | Cartographe                            | Commentaire | Nom donné à la région | Image                                             |
| ------------ | --------------------------------------------- | -------------------------------------- | --- | --- | ------------------------------------------------- |
| 150          | Carte de la quatrième Asie de Ptolémée        | Ptolémée                               | Le plus ancien exemplaire connu, illustré ici, est le Codex Vaticanus Urbinas Graecus 82, que l'on pense être tiré d'un manuscrit de la Géographie de Ptolémée, assemblé par Maxime Planude à Istanbul, vers 1300. La carte de Ptolémée est considérée comme le « prototype du tracé » de la région. | Les grandes lettres rouges au centre indiquent en grec ancien : Παλαιστινης ou Palaistinis                                    | Une carte détaillée de la Palestine               |
| 385          | Carte de Jérôme ou carte de Tournai de l'Asie | Jérôme de Stridon et Eusèbe de Césarée | La plus ancienne copie connue, date de 1150 : la carte de Tournai de l'Asie, présentée ici. La carte provient d'un manuscrit du De situ et nominibus locorum Hebraeorum de Jérôme, qui, selon lui, est une copie de l'Onomasticon d'Eusèbe (en). Jérôme explique également qu'Eusèbe a composé une carte qui montrait les divisions des douze tribus ; aucune copie de cette partition n'a survécu.                                                    | Pas de nom régional indiqué                                                                                                   | Une carte détaillée de la Palestine du 4e siècle  |
| 410          | Notitia dignitatum                            | inconnu                                | La Notitia Dignitatum de l'an 410, montrant Dux Palestinae. Ce manuscrit, de 1436 de Peronet Lamy est la plus ancienne copie connue à être restée complète ; elle est réalisée d'après le Codex Spirensis, perdu. | Dux Palastinae | Une carte détaillée de la Palestine du 5e siècle  |
| 450          | Tabula Peutingeriana                          | inconnu                                | On pense que c'est la seule carte qui subsiste du cursus publicus romain, c'est-à-dire le réseau routier géré par l'État. La carte qui subsiste a été créée par un moine, à Colmar en France, en 1265 et elle porte le nom de l'antiquaire allemand Konrad Peutinger. Elle est conservée à la Bibliothèque nationale autrichienne à Vienne. | Pas de nom régional indiqué                                                                                                   | Une carte détaillée de la Palestine du 5e siècle  |
| vers 560-565 | Carte de Madaba                               | inconnu                                | La plus ancienne carte de la Palestine ayant survécu dans sa forme originale , et la plus ancienne mosaïque de sol géographique connue de l'histoire de l'art. Elle est découverte en 1884, mais aucune recherche n'est effectuée avant 1896. Elle est largement utilisée pour la localisation et la vérification des sites de la Palaestina Prima byzantine,. C'est la plus ancienne carte qui subsiste et qui montre les divisions des douze tribus. | En grec ancien : οροι Αιγυπτου και Παλαιστινης (oroi Aigyptou kai Palaistinis) : la frontière entre l'Égypte et la Palestine. | La mosaïque de Jérusalem du VIe siècle            |
| 776          | Carte de Beatus                               | Beatus de Liébana                      | Copie datée de 1060 | Pas de nom régional indiqué                                                                                                   | Une carte détaillée de la Palestine du 8e siècle  |
| 952          | Carte Istakhri                                | Istakhri                               | Dessinée en 952, copie de 1298 | Pas de nom régional indiqué                                                                                                   | Une carte détaillée de la Palestine du 10e siècle |
| 995          | Carte de Cotton                               | inconnu                                | Connue comme la carte du monde anglo-saxon. | Pas de nom régional indiqué                                                                                                   | Une carte détaillée de la Palestine du 10e siècle |

### Cartes des croisades (XIIe–XIVesiècles)
| Date        | Titre                        | Cartographe           | Commentaire | Nom donné à la région | Image                                             |
| ----------- | ---------------------------- | --------------------- | --- | --- | ------------------------------------------------- |
| 1154        | Tabula Rogeriana             | Al Idrissi            | La Tabula Rogeriana crée en 1154. Copie de 1533 | Au milieu de la page de droite en arabe : فلسطين (Filasṭīn), lit. Palestine. | Une carte détaillée de la Palestine du 12e siècle |
| années 1100 | Carte d'Ashburnham Libri     | Inconnu               | La plus ancienne carte sur feuille de papier d'Europe après le plan de Saint-Gall, du IXe siècle. | Pas de nom régional indiqué | Une carte détaillée de la Palestine du 12e siècle |
| Années 1100 | Carte de Tournai             | Inconnu               | Copie d'une carte de l'Asie datant du XIIe siècle, qui accompagnait un manuscrit de De situ et nominibus locorum Hebraeorum, une œuvre des IVe – Ve siècles de Jérôme. | Pas de nom régional indiqué | Une carte détaillée de la Palestine du 12e siècle |
| 1250        | Carte d'Outremer d'Oxford    | Matthieu Paris        | Crée vers 1250, probablement par Matthieu Paris. | La rivière Kishon indique « Iste torrens q[ui] parvus est, dividit Siriam a palestinam, i[d est] terram sactam q[ue] est versus austrum et palestinam que est versus aquilonem », littéralement en français : Cette rivière, qui est petite, sépare la Syrie de la Palestine, c'est-à-dire de la Terre sainte qui est au sud et de la Palestine, qui est au nord. | Une carte détaillée de la Palestine du 13e siècle |
| 1300        | Première carte de Burchard   | Burchard de Mont Sion | Considérée comme la plus ancienne carte connue de Burchard,. | Pas de nom régional indiqué | Une carte détaillée de la Palestine du 14e siècle |
| années 1300 | Carte de Burchard ultérieure | Burchard de Mont Sion | Carte ultérieure attribuée à Burchard, | Pas de nom régional indiqué | Une carte détaillée de la Palestine du 14e siècle |
| 1321        | Carte de Sanudo-Vesconte     | Pietro Vesconte       | Décrite par Adolf Erik Nordenskiöld comme « la première carte non ptolémaïque d'un pays déterminé ». Publiée dans Liber Secretorum, un ouvrage destiné à raviver l'esprit des croisades. Considérée comme la « première "carte moderne" de la Palestine » et « a servi de base à la plupart des cartes de la "Palestine moderne" au cours des siècles suivants ». | Terra Sancta | Une carte détaillée de la Palestine du 14e siècle |

### Cartes remarquables desXVe–XVIIIesiècles
| Date      | Titre                 | Cartographe                         | Commentaire | Nom donné à la région | Image                                             |
| --------- | --------------------- | ----------------------------------- | --- | --- | ------------------------------------------------- |
| 1459      | Carte de Fra Mauro    | Fra Mauro                           | Carte du monde de 1459 | La région de Palestina | Une carte détaillée de la Palestine du 15e siècle |
| 1475      | Carte de Berlinghieri | Francesco Berlinghieri              | Publiée dans le Rudimentum Novitorium, il s'agit d'une version de la carte de Ptolémée, mise à jour. Avec trois cartes actualisées, des pays européens, Adolf Erik Nordenskiöld l'a décrite comme le « premier germe de la cartographie moderne ». | Nommée Palestina Moderna et Terra Sancta (en français : Palestine moderne et Terre Sainte) | Une carte détaillée de la Palestine du 15e siècle |
| 1570      | Carte d'Ortelius      | Abraham Ortelius                    | Carte de 1570 du Theatrum Orbis Terrarum | Légendée « Palaestinae Sive Totius Terrae Promissionis Nova Descriptio » (en français : Palestine, l'ensemble de la Terre promise, une nouvelle description). La représentation d'Ortelius, d'une Palestine biblique dans son atlas, par ailleurs contemporain, est critiquée. Matari l'a décrite comme un acte « chargé de restauration théologique, eschatologique et finalement, para-coloniale ». | Une carte détaillée de la Palestine du 16e siècle |
| 1590      | Carte de van Adrichem | Christian van Adrichem (en)         | Van Adrichem est un prêtre néerlandais. Ses cartes sont publiées dans son Theatrum Terrae Sanctae et Biblicarum Historiarum. | Terra Promissionis | Une carte détaillée de la Palestine du 16e siècle |
| 1620      | Carte de Zaddik       | Jacob ben Abraham Zaddiq (en)       | Traduction, en hébreu, de la carte de van Adrichem, de 1590 : il s'agit de la plus ancienne carte imprimée, connue en hébreu | La première ligne du colophon encadré comprend l'inscription, en hébreu : ציור מצב ארצות מצב, littéralement, en français : Un dessin de la situation des terres de Canaan. | Une carte détaillée de la Palestine du 17e siècle |
| 1648-1657 | Carte de Çelebi       | Katip Çelebi                        | Cette copie, de 1732, de la carte du géographe ottoman Katip Çelebi (1609-1657) est tirée du premier atlas, imprimé de l'Empire ottoman et représente la première cartographie détaillée des provinces asiatiques de l'empire.                     | Indique en arabe : ارض فلسطين (en français : Terre de Palestine), qui s'étend verticalement sur toute la longueur du Jourdain. | Une carte détaillée de la Palestine du 17e siècle |
| 1683      | Carte de Mallet       | Alain Manesson Mallet               | Carte de la Syrie moderne (1683) d'après Description de l'Univers par Alain Manesson Mallet | Iudae et Palestine | Une carte détaillée de la Palestine du 17e siècle |
| 1720      | Carte de Weigel       | Christoph Weigel l'Ancien           | De Arabiae Veteris Typus | Palaestina | Une carte détaillée de la Palestine du 18e siècle |
| 1736      | Carte de Moll         | Herman Moll                         | Publiée en 1736 | Palestina | Une carte détaillée de la Palestine du 18e siècle |
| 1794      | Carte de d'Anville    | Jean-Baptiste Bourguignon d'Anville | Publiée en 1794 | Palestina | Une carte détaillée de la Palestine du 18e siècle |

### Cartes remarquables duXIXesiècle
| Date      | Titre                         | Cartographe                           | Commentaire | Nom donné à la région                                                                               | Image                                             |
| --------- | ----------------------------- | ------------------------------------- | --- | --------------------------------------------------------------------------------------------------- | ------------------------------------------------- |
| 1799      | Carte de Jacotin              | Pierre Jacotin                        | Préparée à l'origine pendant la campagne d'Égypte, il s'agit de la première carte de Palestine établie par relevé par triangulation. Elle est utilisée comme base pour la plupart des cartes de la région, jusqu'à l'enquête du PEF dans les années 1870,. Elle est considérée comme imparfaite, principalement parce qu'elle comporte un nombre important de détails incorrects ou imaginaires, qui avaient été « ajoutés à la carte ad libitum là où les Français n'avaient pas pu faire de relevés ». | Palestine                                                                                           | Une carte détaillée de la Palestine du 19e siècle |
| 1803      | Cedid Atlas (en)              | Müderris Abdurrahman Efendi (tr)      | Le premier atlas imprimé moderne de l'Empire ottoman, qui fait partie des réformes Nizam-i Djédid du sultan Sélim III, montrant Syrie ottomane, en 1803. Considérée comme basée sur la carte d'Anville, de 1794 et publiée dans l'Atlas général de William Faden (en), il contient d'importants ajustements pour représenter la géographie des provinces ottomanes. | Indique le terme ارض فلاستان (en français : Terre de Palestine) en gros caractères en bas à gauche. | Une carte détaillée de la Palestine du 19e siècle |
| 1840      | Carte du Royal Engineers (en) | Charles Rochfort Scott (en)           | La première enquête de l'armée britannique, menée pendant la Crise orientale de 1840 (en). Elle représente la deuxième tentative moderne, basée sur la triangulation, afin d'étudier la Palestine. Elle n'est pas publiée à l'époque, bien qu'une impression privée pour le Foreign Office britannique ait été réalisée en 1846 et qu'elle ait été utilisée dans la création de la carte de van de Velde .                                                                                               | Aucun                                                                                               | Une carte détaillée de la Palestine du 19e siècle |
| 1843      | Carte de Hughes               | William Hughes (en)                   | Montre en détail les districts administratifs ottomans, réalisés pour la Société pour la diffusion des connaissances utiles (en). Hughes a produit des cartes populaires de la Palestine, pendant près d'une décennie, notamment dans son Atlas enluminé de la géographie des Écritures, de 1840. | Palestine                                                                                           | Une carte détaillée de la Palestine du 19e siècle |
| 1856      | Carte de Kiepert              | Heinrich Kiepert                      | Publiée en 1856 pour accompagner la seconde édition de Biblical Researches in Palestine d'Edward Robinson, connu en tant que Père de la géographie biblique. | Nord de la Palestine                                                                                | Une carte détaillée de la Palestine du 19e siècle |
| 1858      | Carte de la Terre sainte      | Charles William Meredith van de Velde | Publiée en 1858. L'une des cartes les plus précises publiées avant l'enquête du PEF. | La Terre sainte                                                                                     | Une carte détaillée de la Palestine du 19e siècle |
| 1872-1880 | PEF Survey of Palestine (en)  | Charles William Wilson et autres      | Réalisée par le Palestine Exploration Fund (Fonds d’exploration de la Palestine) avec le soutien du bureau de la Guerre. Représente l'apogée du travail cartographique, en Palestine, au XIXe siècle. | 26 pages de Palestine occidentale et une page de Palestine orientale.                               | Une carte détaillée de la Palestine du 19e siècle |